# Llac Dusia
El llac Dusia és el tercer llac més gros de Lituània. Està situat al districte municipal de Lazdijai i forma part de la conca hidrogràfica del riu Dovinė. Altres llacs propers són el llac Metelys i el llac Obelija.